# Halone lineata
Halone lineata là một loài bướm đêm thuộc phân họ Arctiinae, họ Erebidae.